# Sous-bois (Van Gogh)
Pour les articles homonymes, voir Sous-bois (homonymie).
Sous-bois est un tableau réalisé par le peintre néerlandais Vincent van Gogh en juin 1890 à Auvers-sur-Oise, en France. Cette huile sur toile est un paysage qui représente le sous-bois fleuri d'une forêt de peupliers dans laquelle un couple se promène. Léguée par Mary E. Johnston en 1967, l'œuvre est conservée au Cincinnati Art Museum, à Cincinnati, dans l'Ohio, aux États-Unis.